# Legge di Hess
La legge di Hess stabilisce che in una reazione chimica l'effetto termico a pressione costante è indipendente dagli stati intermedi attraverso i quali si evolve il sistema e dipende solo dal suo stato iniziale e finale.
In altre parole ciò significa che la variazione di entalpia, di una reazione che può essere scomposta idealmente in più reazioni parziali, è pari alla somma algebrica delle variazioni di entalpia dei singoli stadi. La variazione di entalpia è dunque una funzione di stato.
Ha un valore più che altro storico: essa è stata formulata prima della legge di conservazione dell'energia, di cui è un corollario.

## Variazione di entalpia standard di una reazione
Dalla legge di Hess discende che la variazione di entalpia standard ({\displaystyle \Delta H_{reazione}^{o}}) prodotta da una certa reazione è legata all'entalpia standard di formazione di prodotti e reagenti in questo modo:
{\displaystyle \Delta H_{reazione}^{o}=\sum \Delta H_{\mathrm {f} \,(prodotti)}^{o}-\sum \Delta H_{\mathrm {f} \,(reagenti)}^{o}}
Dove:
- {\displaystyle \sum \Delta H_{\mathrm {f} \,(prodotti)}^{o}} è la sommatoria delle entalpie standard di formazione dei prodotti
- {\displaystyle \sum \Delta H_{\mathrm {f} \,(reagenti)}^{o}} è la sommatoria delle entalpie standard di formazione dei reagenti

Ciò è lecito perché, riprendendo la stessa definizione della legge, la variazione di entalpia è indipendente dagli stati intermedi attraverso i quali si evolve il sistema e dipende solo dal suo stato iniziale e finale, per cui, data una certa reazione, è possibile considerare la conseguente variazione di entalpia come equivalente alla variazione di entalpia dovuta alla reazione di formazione dei prodotti (stadio finale) meno la variazione di entalpia dovuta alla reazione di formazione dei reagenti (stadio iniziale). Il processo di reazione ora considerato come equivalente è solo uno dei possibili processi che può - teoricamente - seguire la reazione di partenza. Tuttavia questo particolare processo è, per quanto riguarda la variazione di entalpia, del tutto equivalente agli altri possibili processi.
Questo procedimento è spesso molto comodo per calcolare la variazione di entalpia prodotta da reazioni dalle quali non è facile ottenere sperimentalmente risultati significativi.

## Esempio
Consideriamo la seguente reazione:
{\displaystyle {\begin{matrix}C&+&2H_{2}&\rightarrow &CH_{4}&&&&&\Delta H^{o}\\\end{matrix}}}
Essa si può considerare come combinazione delle reazioni:
{\displaystyle {\begin{matrix}C&+&O_{2}&\rightarrow &CO_{2}&&&&&\Delta H_{1}^{o}\\H_{2}&+&{1 \over 2}O_{2}&\rightarrow &H_{2}O&&&&&\Delta H_{2}^{o}\\CH_{4}&+&2O_{2}&\rightarrow &CO_{2}&+&2H_{2}O&&&\Delta H_{3}^{o}\\\end{matrix}}}
Infatti moltiplicate queste per opportuni coefficienti e sommate tra loro, ci restituiscono la reazione iniziale:
{\displaystyle {\begin{matrix}(\times 1)&C&+&O_{2}&\rightarrow &CO_{2}\\(\times 2)&2H_{2}&+&O_{2}&\rightarrow &2H_{2}O\\(\times -1)&CO_{2}&+&2H_{2}O&\rightarrow &CH_{4}&+&2O_{2}\\=&C&+&2H_{2}&\rightarrow &CH_{4}\\\end{matrix}}}
Per la legge di Hess possiamo quindi scrivere che:
{\displaystyle \Delta H^{o}=\Delta H_{1}^{o}+2\Delta H_{2}^{o}-\Delta H_{3}^{o}}